# Puig del Coll de Finestrelles
El Puig del Coll de Finestrelles és una muntanya de 2.744 metres situada entre el Ripollès i l'Alta Cerdanya. Una de les possibles rutes parteix des de la Vall de Núria.